# Командування особливого призначення «Нижній Рейн»
Командування особливого призначення «Нижній Рейн» (нім. Höheres Kommando Niederrhein) — спеціальне головне командування особливого призначення Сухопутних військ Вермахту за часів Другої світової війни.

## Історія
Командування особливого призначення «Нижній Рейн» було сформоване 13 вересня 1944 у Бад-Бентгаймі шляхом перейменування командування укріпленими районами «Нижній Рейн» (нім. Kommandantur der Befestigungen Niederrhein). 

## Райони бойових дій
- Німеччина (вересень 1944 — квітень 1945).

## Командування

### Командири
- генерал від інфантерії Сигізмунд фон Ферстер (нім. Sigismund von Förster) (25 вересня 1944 — 20 квітня 1945).